# Rui Silva
Rui Silva (Santarém, 3 d'agost de 1977) és un atleta portuguès, especialista en la prova de 1500 metres, amb la qual va aconseguir ser medallista de bronze mundial el 2005.

## Carrera esportiva
A les Olimpíades d'Atenes 2004 hi va guanyar la medalla de bronze als 1500 metres, després del marroquí Hicham El Guerrouj (or) i el kenià Bernard Lagat.
L'any següent, al Mundial d'Hèlsinki 2005 va tornar a guanyar la medalla de bronze a la mateixa prova, amb un temps de 3:38.00 segons, quedant després de Rashid Ramzi de Bahrein i del marroquí Adil Kaouch.